# عبد الله بن عبد الرحمن الحيدري
عبد الله بن عبد الرحمن الحيدري (ولد 1384 هـ/ 1964 م) باحث وإعلامي سعودي، وكاتب وناقد، متخصِّص في أدب السيرة الذاتية. تولى رئاسة نادي الرياض الأدبي، وصدر له العديد من المؤلفات من أبرزها كتاب «السيرة الذاتية في الأدب السعودي». كرَّمته جامعة قناة السويس بالإسماعيلية في مصر ممثلة بالجمعية المصرية للدراسات السردية عام 2023م، بتخصيص مؤتمرها الرابع عشر لمناقشة مؤلفاته وآثاره الأدبية والنقدية والثقافية، بمشاركة أكثر من عشرين باحثًا ومتحدثًا من مصر والسعودية.

## ولادته وتحصيله
ولد عبد الله الحيدري في بلدة البير قرب ثادق شمال الرياض عام 1384هـ/ 1964م. حصل على الشهادة الثانوية من معهد إمام الدعوة العلمي بالرياض عام 1402هـ/ 1982م. وعلى شهادة بكالوريوس في اللغة العربية وآدابها من كلية الآداب في جامعة الملك سعود عام 1406هـ/ 1986م. ثم على شهادة ماجستير في الأدب من كلية اللغة العربية في جامعة الإمام محمد بن سعود الإسلامية عام 1417هـ/ 1996م عن رسالته (السيرة الذاتية في الأدب السعودي). وعلى شهادة دكتوراه في الأدب من الكلية نفسها عام 1423هـ/ 2003م عن رسالته (آثار حسين سرحان النثرية: جمعًا وتصنيفًا ودراسة)، كلتاهما بإشراف د. إبراهيم بن فوزان الفوزان.

## وظائفه ونشاطاته
- عمل رئيساً لقسم المذيعين في إذاعة الرياض من عام 1420هـ.[6]
- عمل رئيساً لقسم الإعداد في إذاعة الرياض من عام 1423هـ إلى عام 1426هـ.
- انتقل عمله من وزارة الثقافة والإعلام إلى جامعة الإمام محمد بن سعود الإسلامية في شهر ذي الحجة من عام 1426هـ أستاذاً مساعداً في قسم الأدب بكلية اللغة العربية.
- عمل أستاذاً للأدب والنقد بكلية اللغة العربية في جامعة الإمام محمد بن سعود.
- رئيس نادي الرياض الأدبي من عام 2013م إلى عام 2017م.[7][8]
- عضو اللجنة العلمية المشرفة على قاموس الأدب والأدباء في المملكة العربية السعودية والذي تتبناه دارة الملك عبد العزيز.

## كتبه وآثاره
1. (أطياف شعبية)، صدر في الرياض عن دار طويق عام 1992م.
2. (السيرة الذاتية في الأدب السعودي) قدَّم له علامة الجزيرة حمد الجاسر، صدرت طبعته الثانية عن دار طويق عام 2003م.[9]
3. (حسين سرحان قاصاً: دراسة في نصوصه القصصية مع الجمع والتوثيق) صدر عن مؤسسة اليمامة الصحفية عام 2004م.[10]
4. (آثار حسين سرحان النثرية: جمعاً وتصنيفاً ودراسة) صدر في ثلاثة مجلدات عن نادي الرياض الأدبي عام 2005م.[11]
5. (ظاهرة السخرية في نثر حسين سرحان مع موازنة بينه وبين المازني) صدر عن مطابع الحميضي عام 2006م.[12]
6. (النقد الأدبي في المملكة العربية السعودية: ببليوجرافيا) صدر عن نادي الرياض الأدبي عام 2006م.
7. (إضاءات في أدب السيرة والسيرة الذاتية: بحوث ومقالات وحوارات) صدر عن مطابع الحميضي عام 2006م.[13]
8. (محمد بن سعد بن حسين: ببليوجرافيا) صدر عن دار عبد العزيز آل حسين عام 2007م.[14]
9. (السيرة الذاتية في المملكة العربية السعودية: ببليوجرافيا) صدر عن نادي جدة الأدبي عام 2008م.[15]
10. (ابن الثقافة .. وأبو الرواية حامد دمنهوري: مقالاته وشعره وقصصه) صدر عن النادي الأدبي في الرياض عام 2010م.[16]
11. (دليل الرسائل الجامعية في الأدب والنقد في المملكة العربية السعودية) صدر عن مركز حمد الجاسر الثقافي عام 1431هـ.[17]
12. (مؤتمرات الأدباء السعوديين: التأسيس الثقافي) صدر عن نادي مكة الأدبي ومؤسسة الانتشار العربي عام 2012م.[18]
13. (فن صياغة التغريدات) صدر عام 2017م.[19]
14. (هوامش على الكتب) صدر عام 2018م.
15. (نظرات وشذرات: بحوث ومقالات وحوارات في السيرة الذاتية) صدر عام 2018.[20]
16. (علي جواد الطاهر وجهوده في التاريخ للأدب في المملكة العربية السعودية 1338-1417هـ/1919-1996م) صدر عن دارة الملك عبد العزيز عام 2020م.
17. (ملامح ورؤى: دراسات في الأدب السعودي) صدر عن نادي الحدود الشمالية الأدبي عام 2021م.[21]
18. (في حقول الشعر: دراسات في الشعر السعودي المعاصر) صدر عام 2022.[22]
19. (معجم الأدباء السعوديين ذوي الاتجاه الساخر) [بالاشتراك مع ماهر الرحيلي]. صدر عام 2022.[23]
20. شخصيات وذكريات: مقالات وأبحاث عن أربعين شخصية. صدر عام 2024م.[24]
21. حضور الجزائر في الأدب السعودي. صدر عام 2025م.[25]

## محاضراته

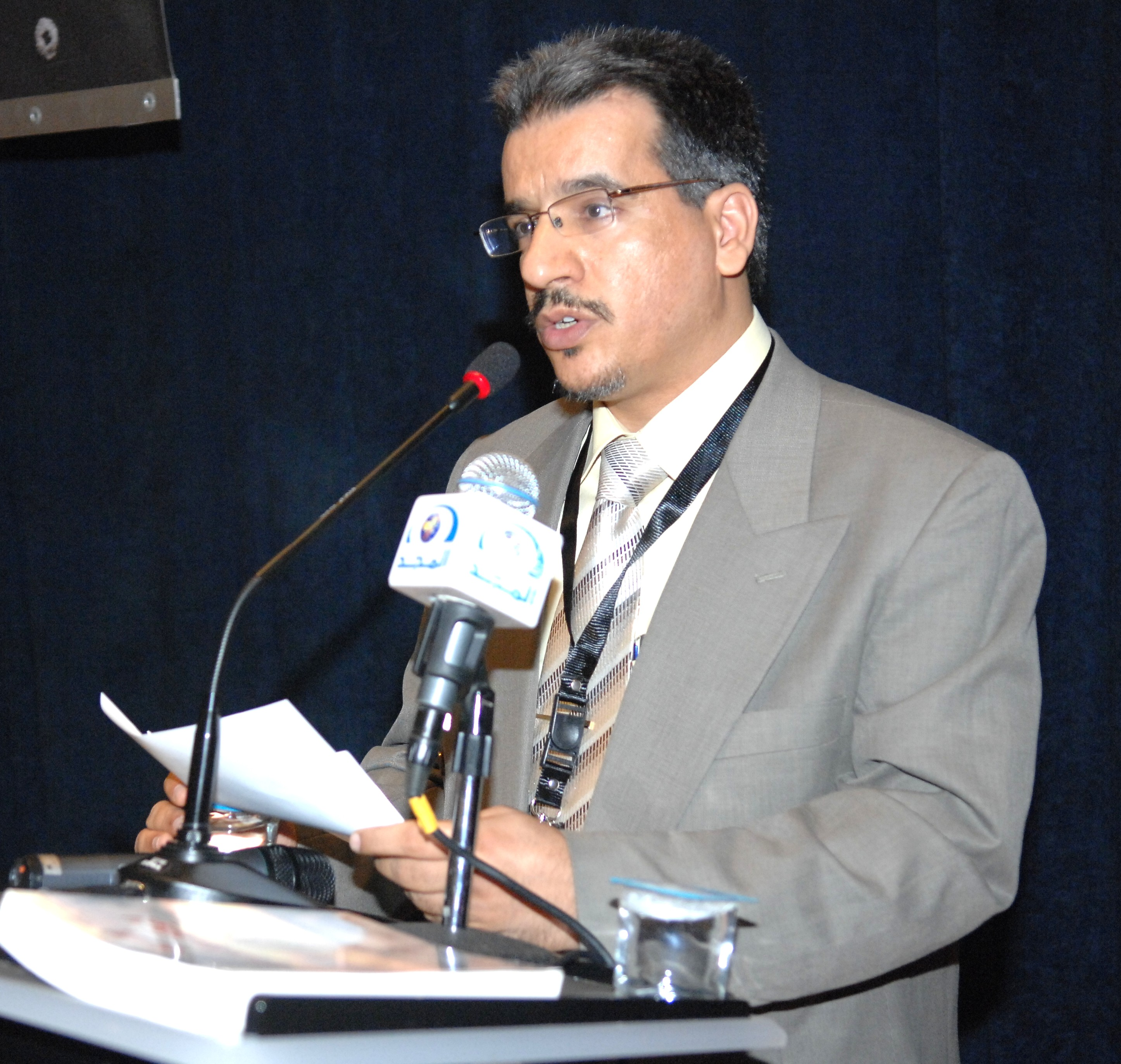
عبد الله الحيدري يلقي كلمة في مؤتمر أدبي خارجي

- (الأديب المكي حسين سرحان قاصاً) ألقاها في نادي مكة الأدبي، عام 2004م.[26]
- (الفضاء الاجتماعي في السيرة الذاتية السعودية) ألقاها في النادي الأدبي في الرياض، عام 2005م.[27]
- (كيف تكتب سيرتك الذاتية؟) ألقاها في جمعية المتقاعدين الأهلية في الرياض، عام 2019م.[28]

## تكريمه
- كرَّمه نادي الرياض الأدبي في افتتاح الدورة السابعة من ملتقى النقد الأدبي في المملكة عام 2018م، تقديرًا لجهوده في التأريخ لجنس السيرة الذاتية في المملكة العربية السعودية.[29]
- كرَّمته جامعة قناة السويس بالإسماعيلية بمصر ممثلة بالجمعية المصرية للدراسات السردية، في 17 يناير 2024م، بتخصيص مؤتمرها الرابع عشر لمناقشة مؤلفاته وآثاره الأدبية والنقدية والثقافية، بمشاركة أكثر من عشرين باحثًا ومتحدثًا من مصر والسعودية. وسلَّمه عميدُ كلية الآداب، ورئيس الجمعية المصرية درعَ التكريم. وأقيمت ندوة علمية اشتملت على ثمانية بحوث، وهي: "فنُّ الاختيار عند عبد الله الحيدري" للدكتور أحمد عفيفي، و"من أكتاف النخيل إلى أثير الإذاعة: قراءة في سيرة عبد الله الحيدري" للدكتوره أمل التميمي، و"المنهج التاريخي عند عبد الله الحيدري: دراسة في الإجراء والإستراتيجية" للدكتور جلال أبو زيد هليِّل، و"آفاق وسِمات مشروع الحيدري في الأدب السِّيَري" للدكتور سعد بن سعيد الرفاعي، و"عبد الله الحيدري قارئًا للشعر" للدكتور عبد الرحمن بن إبراهيم العُتُل، و"عبد الله الحيدري وسِمات منهجه النقدي: قراءة في بحث العَلاقة بين الإعاقة والإبداع" للدكتور محمد عبد الحميد خليفة، و"الحيدري رائد دراسات السيرة الذاتية في الأدب السعودي" للدكتور محمد بن عبد الرحمن الربيِّع، و"مرتكزات البناء الأدبي والنقدي لدى عبد الله الحيدري" للدكتور محمد سيِّد حجَّاج. وقد طُبعت البحوث كلها في العدد 51 من مجلة "سرديات" الصادرة عن الجمعية المصرية. وألقى عددٌ من الحضور كلماتٍ في حفل التكريم، وهم: الدكتور حمد بن ناصر الدخيِّل، والدكتور عبد المحسن بن فرَّاج القحطاني، والدكتور صالح العليوي، والدكتور ظافر بن غرمان العمري تناول فيها عَلاقته بالمُحتفى به أثناء عملهما في جمعية الأدب العربي، وشارك كلٌّ من الشاعر عبد الله بن سليمان الدريهم رئيس اللجنة الثقافية بمحافظة ثادق، والشاعر الدكتور نايف رشدان بقصيدة شعرية. وكان للمُحتفى به الحيدري كلمة عبَّر فيها عن شكره للجهة المنظمة وتقديره للمشاركين في التكريم والندوة العلمية.[30]